# 宇珊
宇珊（Yushan、1991年6月8日 - ）は、台湾の歌手、タレント。アイドルグループPopu Ladyのメンバー。

## プロフィール
- 桃園県の出身。身長158cm/体重42kg。
- 兄が2人おり、3人兄妹の末っ子である。母親は苗栗の客家人であるが、宇珊本人は客家語はほとんど話せない。
- 実家では中学生のころから酷吉という名の雄犬を飼っている。
- 中原大学に入学後、人気番組『大學生了沒』でデビュー、番組内で披露した歌唱力が高く評価され、現在の事務所と契約した。
- 大学を3年次の後学期より休学している。
- Popu Lady加入は他の4人よりも半年ほど遅い。
- メンバー内では一番背が低く、たびたびもう少し高くなりたいと口にしている。理想の身長は163cm。
- もともとは料理が上手くなく、グループ結成にあたり宿舎での共同生活を始めてから目玉焼きが作れるようになったほどである。
- アレルギー体質である。
- 変温動物（虫など）が苦手で、『More』の写真集とMVの撮影でグアムを訪れた際は、ヤシガニを近づけられてほとんど泣きそうになってしまった。
- 運動や読書が嫌いである。
- 公表している交際経験人数は2人で、うち1人は香港人である。また、最初に彼氏ができたのは大学入学後である。高校時代3年間ずっと1人の先輩が好きであったが、結局そのことを本人に伝えることはできなかった。しかし、その相手も実は宇珊のことが好きであった。
- 2015年の春節時に初めて訪日した。
- メンバーでは唯一ドラマ・映画への出演経験がない（2014年9月現在）。
- 韓国の男性アイドルグループBIGBANGのリーダーG-DRAGONの大ファンである。
- 2023年6月8日、誕生日にプロポーズされ、2023年10月3日に入籍した[2][3]。

## メディア出演

### ドラマ
- 這些年那些事（2017年） - 方晨曦 役
- 姊妹們追吧（2020年） - 方宇婷 役

### バラエティ番組
- 2021年　一袋女王[4]

### 司会
- 2021年　2022「Meet遇見桃園」桃園跨年演唱會[5]
- 2023年　2024「桃園星際城跨年晚會STAR UP」[6]